# Monte Steere
El monte Steere es un volcán en escudo prominente que se encuentra a 6.4 km al norte-noroeste del Monte Frakes en las montañas Crary en la tierra de Marie Byrd, Antártida.
Fue incorporado a los mapas por el USGS a partir de relevamientos sobre el terreno y fotografías aéreas de la U.S. Navy, 1959-1966. Fue nombrado por el US-ACAN en honor a William C. Steere, biólogo en la  base McMurdo, temporada 1964-1965.